# Laufen, Đức
Laufen (tiếng Trung Bayern: Laffa an da Soizach) là một thị trấn thuộc huyện Berchtesgadener Land ở bang Bayern của Đức.

## Địa phương kết nghĩa
- Laufen, Thụy Sĩ

## Thư viện ảnh

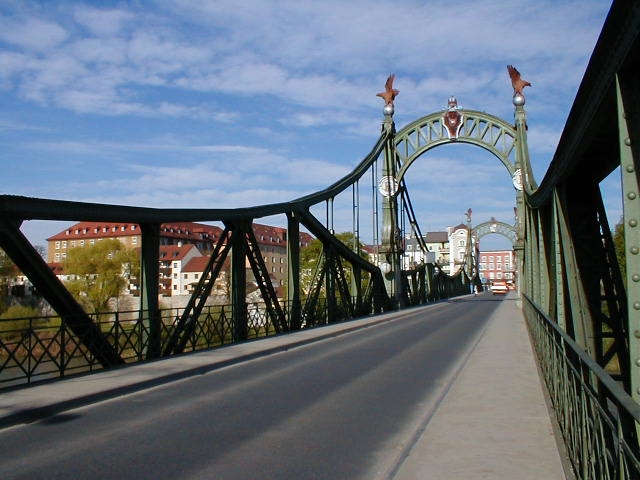
Cầu nối Oberndorf tới Laufen
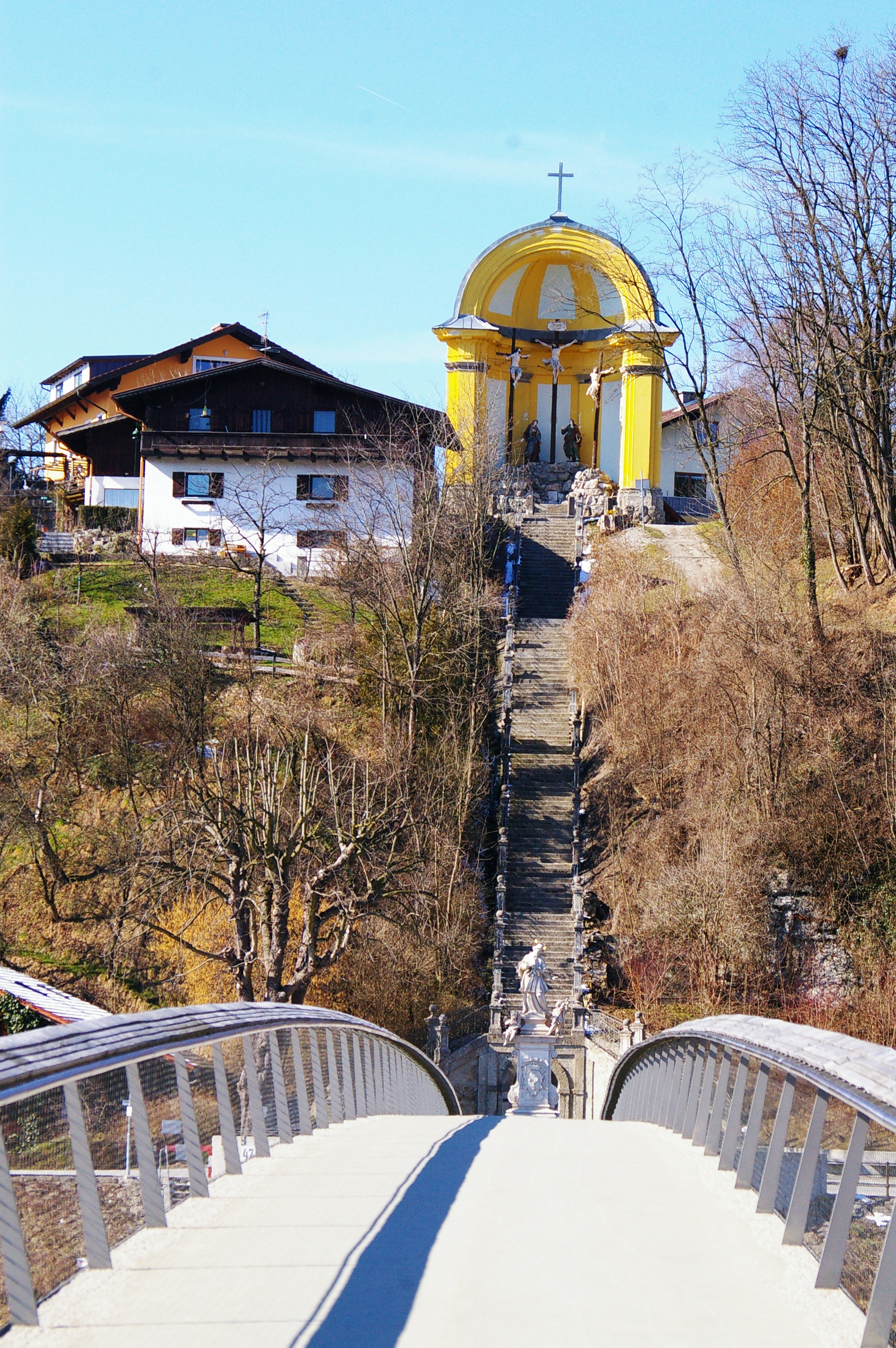
Cầu đi bộ kết nối Laufen với vùng ngoại ô cũ Altach (Oberndorf)
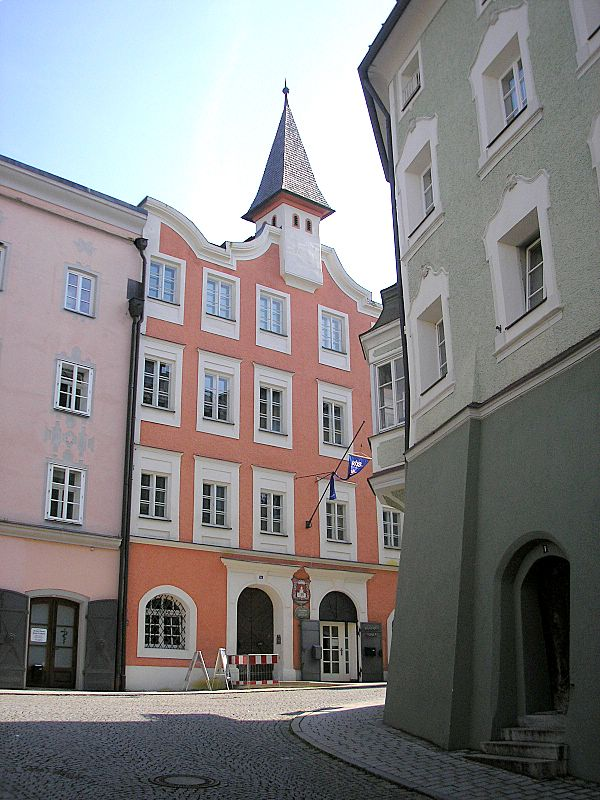
Tòa nhà chính Laufen Salzach